# Саравия, Эйриль
Эйриль Антонио Саравия Варгас (исп. Heyreel Antonio Saravia Vargas; род. 6 октября 1992, Гуапилес, Коста-Рика) — коста-риканский футболист, защитник коста-риканского клуба «Эредиано».

## Клубная карьера
Эйриль Саравия начинал свою карьеру футболиста в коста-риканском клубе «Сантос де Гуапилес». 25 марта 2012 года он дебютировал в коста-риканской Примере, выйдя на замену в конце домашнего поединка против «Лимона».
В середине 2014 года Эйриль Саравия перешёл в «Эредиано», в сентябре 2015 года он был отдан в аренду «Белену», за который и провёл сезон 2015/16. 14 февраля 2016 года он забил свой первый гол на высшем уровне, открыв счёт в гостевом матче с командой «Уругвай де Коронадо».

## Достижения
«Эредиано»
- Чемпион Коста-Рики (2): Лет. 2015, Лет. 2017